# 洪元硕
洪元硕（1948年3月31日—2015年8月1日），生于北京，祖籍安徽，中国足球教练。2009年9月，他接替了韩国教练李章洙，出任北京国安主教练。在此之前，洪元硕极少在媒体前抛头露面，因此包括媒体、球迷在内，绝大多数人对于洪元硕的过去都知之甚少。

## 简介
洪元硕在1973-1980年効力北京队时就已经名声大噪，洪元硕先踢边锋，随后改踢后腰。其以善于组织进攻和拼抢积极而闻名，曾获全国联赛冠军並入选国家队。但由于年代久远，当时的新闻报道并不详尽，因此到现在能为人所知的事情并不多。
1980年代洪元硕结束球员生涯后在北京青年队任教。
1995年底，洪元硕进入北京国安任职，其主要的任务是培养和选拔年轻球员。高峰、杨晨等人就是由洪元硕推荐进入北京国安。
1997年洪元硕出任北京宽利主教练並率队首次参加乙级联赛，1998年率队成功冲上甲B联赛。
2002年洪元硕出山，出任北京国安青少部经理，倾力于青少年培养，为国安队输入了不少的好苗子。
洪元硕于2009赛季中超联赛后期接替了韩国教练李章洙，出任北京国安主教练。在出任北京国安主教练前，洪元硕先后出任过国安队的领队、技术顾问等职务。但是由于其本人没有职业级教练员证书，所以不能正式成为主教练，于是国安俱乐部将洪元硕任命为“助理教练”，并全权负责球队的训练和比赛。洪元硕于2009年9月17日正式上任，在其率领下北京国安队参加了七场中超联赛，其中只有两个主场，然而却有五个客场，北京国安在这七场比赛中取得了4胜3平的成绩，最终夺得球队职业联赛历史上首座中国顶级职业联赛的冠军奖杯。
2010年洪元硕率领北京国安在亚冠联赛小组赛获得次名，成为了自2006年后首支晋级淘汰赛的中超球队，同年9月中超联赛第23轮北京国安客场0-1负于长沙金德后，因为球队战绩不佳，北京国安宣布洪元硕下课。自从接替李章洙成为北京国安队的主教练后，洪元硕一共带领国安队参加了30场中超比赛，最终的战绩是12胜11平7负。
2015年8月1日凌晨因病去世，享年67岁。

## 家庭
洪元硕的父亲洪谦（1909-1992）是中国著名哲学家，洪谦早年在国立东南大学求学时，受康有为赏识，被推荐为梁启超的学生，1934年获奥地利维也纳大学哲学博士学位，是维也纳学派唯一的中国成员。